# Kajetána
Kajetána nebo též Kajetana je ženské jméno latinského původu, ženská podoba jména Kajetán. Pochází z italského jména Gaetano, které znamená pocházející z italského města Gaeta. Svátek spolu se jménem Kajetán dne 7. srpna.

## Domácké podoby
Mezi domácké podoby křestního jména Kajetána patří Kája, Kájina, Kájuška, Kajetánka, Tána, Táňa, Tánička, Tánuška apod.

## Obliba jména
Jméno Kajetána nikdy nepatřilo v Česku mezi běžně užívaná jména, přesto se však vzácně vyskytovalo i v matrikách z 18. a 19. století. V žádném roce v rozmezí 1942 až 2016 se nenarodila více než jedna nositelka za rok. Až na dvě nositelky narozené v letech 2000 a 2006 jsou k roku 2024 všechny žijící nositelky starší padesáti let.
Jméno je běžné v podobě Cayetana ve Španělsku a zemích Latinské Ameriky.

## Významné osobnosti
- blahoslavená Kajetána Sterni – italská řeholnice v 19. století
- Cayetana Aljuvín – peruánská právnička
- Cayetana Álvarez de Toledo – španělská novinářka a politička
- Cayetana Fernández – španělská golfistka
- Cayetana Fitz-James Stuart – španělská šlechtička, 18. vévodkyně z Alby
- Cayetana Guillén Cuervo – španělská herečka
- Kajetana Hontyová – slovenská ekonomka
- Tana Ramsay (Cayetana Hutcheson) – anglická televizní hlasatelka a autorka kuchařek
- Kajetana Snopková – polská inženýrka elektroniky